# Coonabarabran
Coonabarabran è una città dell'Australia, situata nel Nuovo Galles del Sud. È capoluogo della contea di Warrumbungle.
È la città più prossima all'osservatorio di Siding Spring, sede dell'Osservatorio anglo-australiano. Le è dedicato l'asteroide 2618 Coonabarabran.